# کالکوماچ (کوزان)
کالکوماچ (به ترکی استانبولی: Kalkumaç) یک منطقهٔ مسکونی در ترکیه است که در قوزان (ترکیه) واقع شده‌است.